# 近代映画社
近代映画社（きんだいえいがしゃ）は、東京都千代田区に本社を置く日本の出版社の一つである。

## 概要
1945年設立、同年12月に月刊『近代映画』（後の『Kindai』）を創刊、1946年5月には『スクリーン』を創刊して映画雑誌の専門出版社としてスタート。
映画雑誌を中心とする出版社としては他にキネマ旬報社などがあるが、同社は二つの看板雑誌では毎号スターの顔写真を表紙に掲げてより大衆的なスタンスであった。また、アダルト分野にも早くから積極的で、『EIGA NO TOMO』はポルノ映画やピンク映画のグラビアなどを扱い、アダルト雑誌として人気を博し、廃刊された今でも古本流通でよく扱われる。また現在でも、当時の写真を再編集した書籍や写真集が発売されることがある。
また『上級恋愛ミント』や『エルティーンCOMIC』、『エルティーンCOMICプチもも
』をはじめとする女性向けアダルトコミック誌・単行本も発行していたが、2011年末の『上級恋愛ミント』休刊をもって事実上この分野から撤退し、在庫の販売のみ続けている。この他にパズル誌も発行している。
娯楽の多様化やインターネット普及などによる出版不況、加えて東日本大震災発生後の自粛ムードによる広告収入の減少やイベント中止などの要因が重なり業績が悪化、韓流専門誌やパズル誌などコンテンツの拡充を図ったが、業績が回復しない状態となった。さらに2015年6月に民事再生法適用を申請した出版取次の栗田出版販売に対しても不良債権が発生するなど厳しい状況にあった。このため、『SCREEN』『SCREEN+』『BIG ONE GIRLS』の3誌の編集・発行事業を、食材宅配サービス会社「タイヘイ」傘下の会社「ティ・アイ・ティ」に2015年10月1日付で譲渡、同社が（新）近代映画社に商号を変更した上で発行を継続する。（旧）近代映画社はケーイーに商号変更し、2015年10月2日に東京地方裁判所に破産申請を行い、即日開始決定を受け、2016年7月12日に法人格が消滅した。

## 発行中の定期刊行物
- 『SCREEN』 - 洋画総合誌

## 発行中の不定期刊行物
- 『声優プリンセス』[4]

## 過去に発行していた定期刊行物
- 『エルティーン』 - 女性向け情報誌
- 『近代映画』→『Kindai』 - 1945年12月に創刊。元は邦画情報誌だったが、後に男女両方扱うアイドル誌に転換、2009年11月号を最後に休刊
- 『EIGA NO TOMO』 - アダルト映画雑誌（1976年-1986年）[5][6]
- 『映画ランド』 - アダルト雑誌、『EIGA NO TOMO』の後継誌[7]（1986年 - 1990年[8]）
- 『エルティーンCOMIC』、『エルティーンCOMICプチもも』 - 各・女性向けアダルトコミック誌、のち『上級恋愛ミント』に統合
- 『上級恋愛ミント』 - 女性向けアダルトコミック誌
- 『ジ・アニメ』 - アニメ雑誌
- 『ナンプレガーデン』 - パズル誌・増刊扱い
- 『memew』 - 女性ティーンアイドル専門誌
- 「KOREAN WAVE」 - 韓流ドラマ・映画専門誌
- 『BIG ONE GIRLS』 - 女性アイドル＆アーティスト誌。2025年6月に休刊